# فرنسيس آدم غودمان
فرنسيس آدم غودمان (بالإنجليزية: Francis Adam Goodman)‏ هو سياسي أمريكي، ولد في 1827، وتوفي في 1898. انتخب عضو مجلس نواب ميشيغان ‏.